# Cyrilovite
La cyrilovite, de formule chimique NaFe33+(PO4)2(OH)4·2(H2O), est un minéral de phosphate de fer et de sodium hydraté. Elle est isomorphe et isostructural avec la wardite, son homologue sodium-aluminium. 
Elle se trouve dans les pegmatites granitiques et a été découverte pour la première fois en 1953 dans une pegmatite à Cyrilov, près de Velké Meziříčí, en Moravie occidentale, en République tchèque.

## Composition
La formule chimique de la cyrilovite est NaFe3+3(PO4)2(OH)4·2(H2O). Les minéraux phosphatés parents, la fluorapatite et la triplite-zwieselite, ont été transformés par altération hydrothermale et météorisation pour donner une intercroissance complexe et microcristalline de minéraux phosphatés secondaires qui incluent la cyrilovite. La séquence de transformations du phosphate s'est terminée par la formation de cyrilovite dans les fractures de la fluorapatite et le remplacement de la fluorapatite par des minéraux du groupe lipcombite et crandallite. Fransolet suggère qu'une partie du sodium lessivé conduit à la précipitation de cyrilovite, dans les fissures provoquées par la diminution de volume résultant de la transformation de la typhylite en hétérosite. La mobilisation d'alcalis et d'éléments relativement immobiles, comme l'aluminium et les éléments de terres rares, est ensuite incorporée dans les minéraux précipitants de la cyrilovite, de la lipcombite et de la crandallite. 
L'analyse chimique montre une substitution non seulement de Al par Fe, mais également de K et Mn par Na, les densités mesurées et observées sont considérées comme étant en bon accord.  Le fer ferrique est présent pratiquement seul dans les minéraux riches en H2O tels que la phosphosidérite, et associé à Na, K ou Ca dans la cyrilovite. Il est soluble dans l'acide chlorhydrique (HCl) dilué chaud, dans l'acide sulfurique H2SO4 chaud dilué et, difficilement, dans l'acide nitrique HNO3 chaud dilué. Dans le tube fermé, il libère de l'eau et fond. 

## Occurrence géologique
La wardite minérale est capable de cristalliser sous une forme similaire à celle de la cyrilovite en raison de leurs compositions chimiques étroitement liées. Entre la composition de la wardite, NaAl3(PO4)2(OH)4·2(H2O), et la composition de la cyrilovite, NaFe3(PO4)2(OH)4·2(H2O), ils sont capables de forment les membres finaux d’une série de solutions solides. L'un ou l'autre des deux minéraux peut être présent dans diverses proportions dans une série de solutions solides du groupe des minéraux wardites. La cyrilovite est un minéral accessoire rare dans certains pegmatites de granite phosphatés oxydants et gisements de fer. La séquence de transformations du phosphate s'est terminée par la formation de cyrilovite au sein des fractures de fluorapatite et le remplacement de celle-ci par de la lipcombite et des minéraux du groupe de la crandillite. Les minéraux altérés apparentés au groupe de la cyrilovite, la lipcombite et la crandillite ont été formés par la percolation d'eaux météoriques sous une fugacité croissante de l'oxygène. 

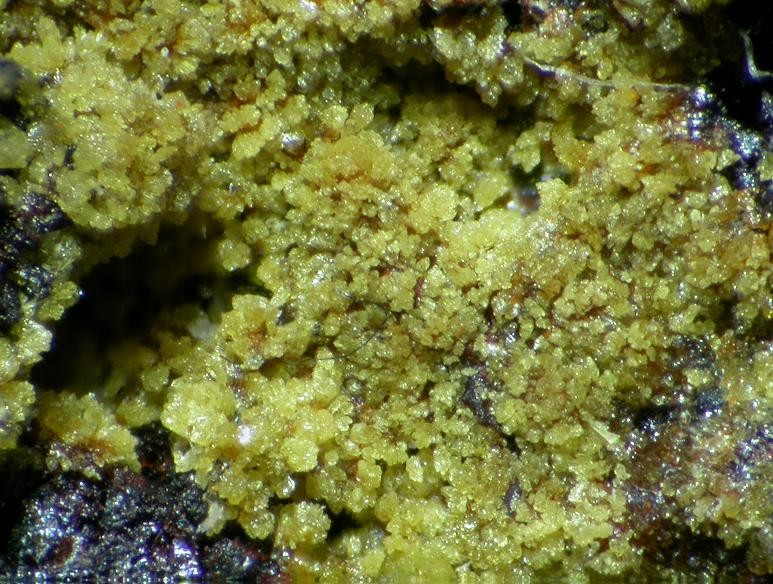
Largeur de champ : 5 mm. spécimen provenant de la mine à ciel ouvert d'Iron Monarch, Iron Knob, dans le Middleback Range, péninsule d'Eyre, Australie-Méridionale, Australie

## Structure
Les structures cristallines de la wardite naturelle et de la cyrilovite isomorphe ont le groupe spatial P41212, où Z=4. Les atomes d'hydrogène n'ont pas été localisés, mais une estimation raisonnable de leurs positions peut être réalisée. Les dimensions de la cellules sont : c = 19,4, a = 7,32 Å. 
Les cristaux seuls sont généralement de taille inférieure à 0,1 mm et beaucoup d'entre eux sont incrustés. Les cristaux sont trapus et quand ils sont simples, ont tendance à reposer sur la base pinacoïdale. Le pinacoïde {001} et la dipyramide {113} en sont les formes dominantes ; toutes les faces de ces formes tendent à être présentes et sont également bien développées. La dipyramide {012} n'est pas toujours trouvée. La direction de l'axe a est à un angle de 45° par rapport à la plus petite cellule unitaire primitive. 

## Propriétés physiques
La cyrilovite est un minéral vitreux translucide qui peut apparaître dans des couleurs allant du jaune vif, du jaune miel, de l'orange au jaune brunâtre ou au brun et il a une dureté de 4 sur l'échelle de Mohs. Il a un trait jaune. Le minéral est classé dans le groupe spatial P41212 et est tétragonal. 